# Alexiares
Alexiares (altgriechisch Ἀλεξιάρης Alexiárēs, deutsch ‚Fluchbanner‘) ist in der griechischen Mythologie ein Sohn der Hebe und des Herakles und der Bruder des Aniketos. 
Er erscheint einzig in der Bibliotheke des Apollodor und ist in älteren Sagen des Herakles unbekannt. Es wird davon ausgegangen, dass sich sein Name wie der Name seines Bruders auf Eigenschaften des Herakles beziehen.